# تصویر ارتوگرافیک
تصویر اُرتوگرافیک نوعی تصویرسازی از اجسام سه‌بعدی در فضای دوبعدی است که در آن دید ناظر نسبت به جسم به صورت خطوط موازی‌ای است که همگی بر صفحهٔ رسم عمود هستند.

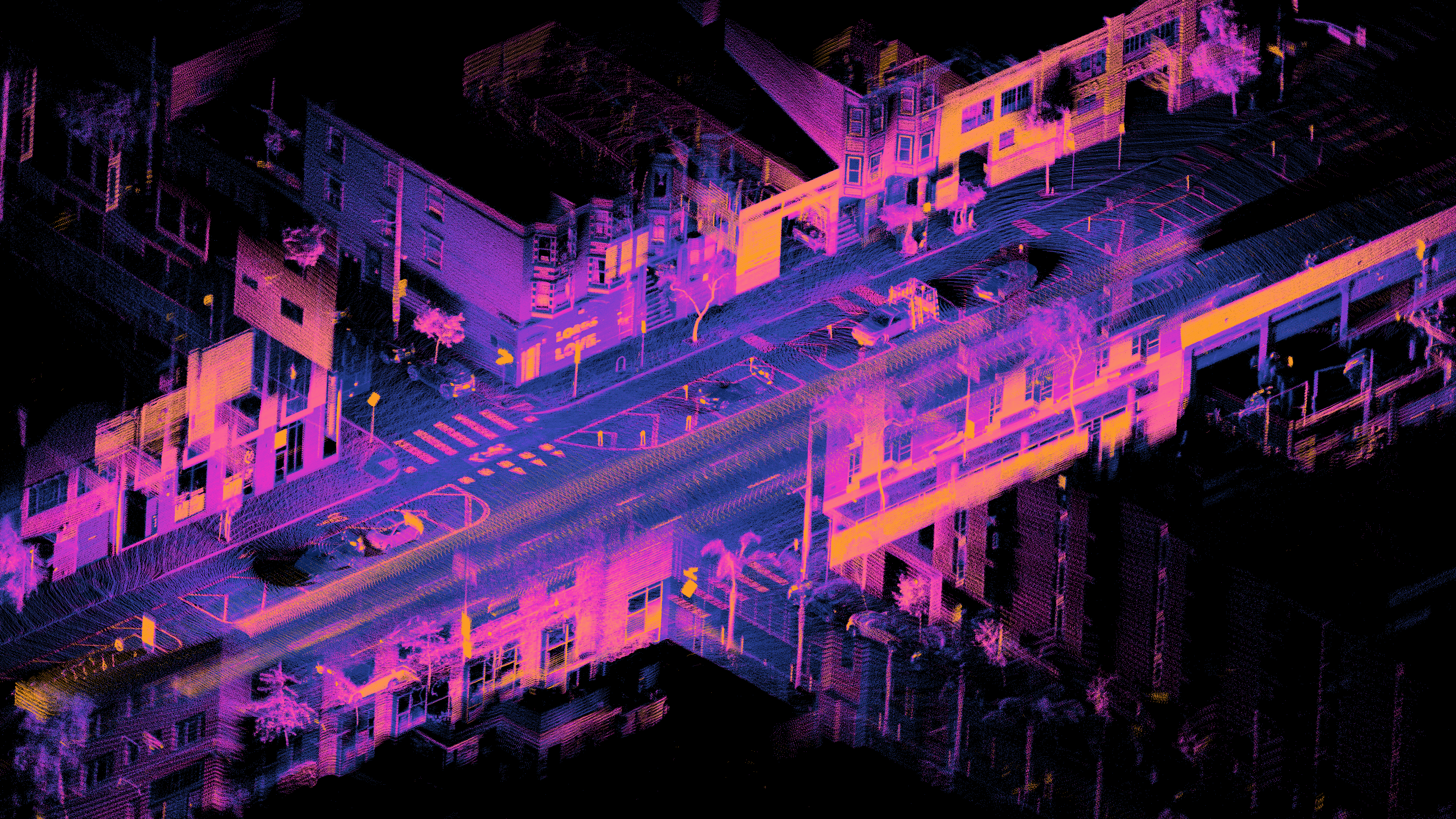
تصویر ارتئوگرافیک از بخشی از شهر سان فرانسیسکو

تصویر ارتوگرافیک حالت خاصی از تصویر موازی محسوب می‌شود.
در تصاویر ارتوگرافیک — بر خلاف تصاویر مایل و تصاویر آگزنومتریک که تلاش می‌کنند چندین وجه از جسم را همزمان در یک تصویر نمایش دهند، از مجموعه‌ای از نمایش‌های دوبعدی جسم که مطابق استانداردهایی مشخص کنار هم قرار می‌گیرند برای مشخص‌کردن هندسهٔ آن استفاده می‌شود.

## هندسه

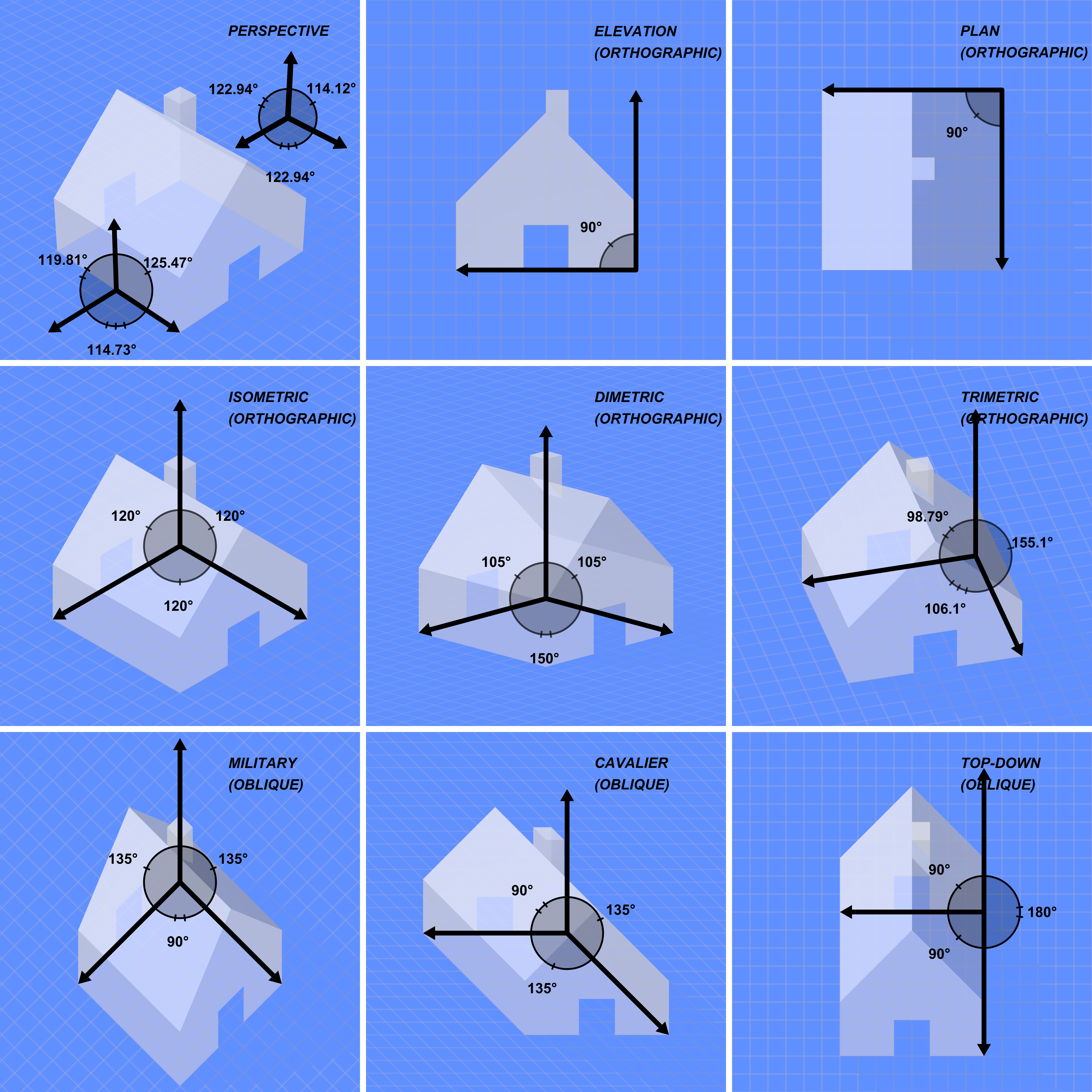
مقایسه انواع مختلف افکنش گرافیکی

یک افکنش عمودی ساده بر روی صفحه z = 0 را می توان با ماتریس زیر تعریف کرد
{\displaystyle P={\begin{bmatrix}1&0&0\\0&1&0\\0&0&0\\\end{bmatrix}}}
به ازای هر نقطه v = (vx, vy, vz)، نقطه تبدیل شده Pv خواهیم داشت به شکلی که
{\displaystyle Pv={\begin{bmatrix}1&0&0\\0&1&0\\0&0&0\\\end{bmatrix}}{\begin{bmatrix}v_{x}\\v_{y}\\v_{z}\end{bmatrix}}={\begin{bmatrix}v_{x}\\v_{y}\\0\end{bmatrix}}}
اغلب، استفاده از مختصات همگن مفیدتر است. تبدیل بالا را می توان برای مختصات همگن به صورت نشان داد
برای هر بردار همگن v = (vx, vy, vz,1) بردار تبدیل شده Pv خواهد بود
{\displaystyle Pv={\begin{bmatrix}1&0&0&0\\0&1&0&0\\0&0&0&0\\0&0&0&1\end{bmatrix}}{\begin{bmatrix}v_{x}\\v_{y}\\v_{z}\\1\end{bmatrix}}={\begin{bmatrix}v_{x}\\v_{y}\\0\\1\end{bmatrix}}}

گروه بندی افکنش ها و برخی افکنش های سه بعدی

در گرافیک کامپیوتری ، یکی از متداول‌ترین ماتریس‌هایی که برای افکنش عمودی استفاده می‌شود را می‌توان با یک 6 تاپلی ( چپ ، راست ، پایین ، بالا ، نزدیک ، دور ) تعریف کرد که سطوح برش را مشخص می‌کند. این صفحات جعبه ای را تشکیل می دهند که گوشه کمینه آن در ( چپ ، پایین ، - نزدیک ) و گوشه بیشینه در ( راست ، بالا ، - دور ) است. 
جعبه به گونه‌ای انتقال می یابدکه مرکز آن در مبدا باشد، سپس به مکعب واحدی که با داشتن گوشه کمینه در (−1,−1,−1) و یک گوشه بیشینه در (1,1,1) تعریف می‌شود، مقیاس می‌شود.

تبدیل عمودی را می توان با ماتریس زیر بدست آورد
{\displaystyle P={\begin{bmatrix}{\frac {2}{{\text{right}}-{\text{left}}}}&0&0&-{\frac {{\text{right}}+{\text{left}}}{{\text{right}}-{\text{left}}}}\\0&{\frac {2}{{\text{top}}-{\text{bottom}}}}&0&-{\frac {{\text{top}}+{\text{bottom}}}{{\text{top}}-{\text{bottom}}}}\\0&0&{\frac {-2}{{\text{far}}-{\text{near}}}}&-{\frac {{\text{far}}+{\text{near}}}{{\text{far}}-{\text{near}}}}\\0&0&0&1\end{bmatrix}}}
که می تواند آنرا با یک عامل مقیاس پذیر S و با یک انتقال T تشکیل داد
{\displaystyle P=ST={\begin{bmatrix}{\frac {2}{{\text{right}}-{\text{left}}}}&0&0&0\\0&{\frac {2}{{\text{top}}-{\text{bottom}}}}&0&0\\0&0&{\frac {2}{{\text{far}}-{\text{near}}}}&0\\0&0&0&1\end{bmatrix}}{\begin{bmatrix}1&0&0&-{\frac {{\text{left}}+{\text{right}}}{2}}\\0&1&0&-{\frac {{\text{top}}+{\text{bottom}}}{2}}\\0&0&-1&-{\frac {{\text{far}}+{\text{near}}}{2}}\\0&0&0&1\end{bmatrix}}}

## انواع

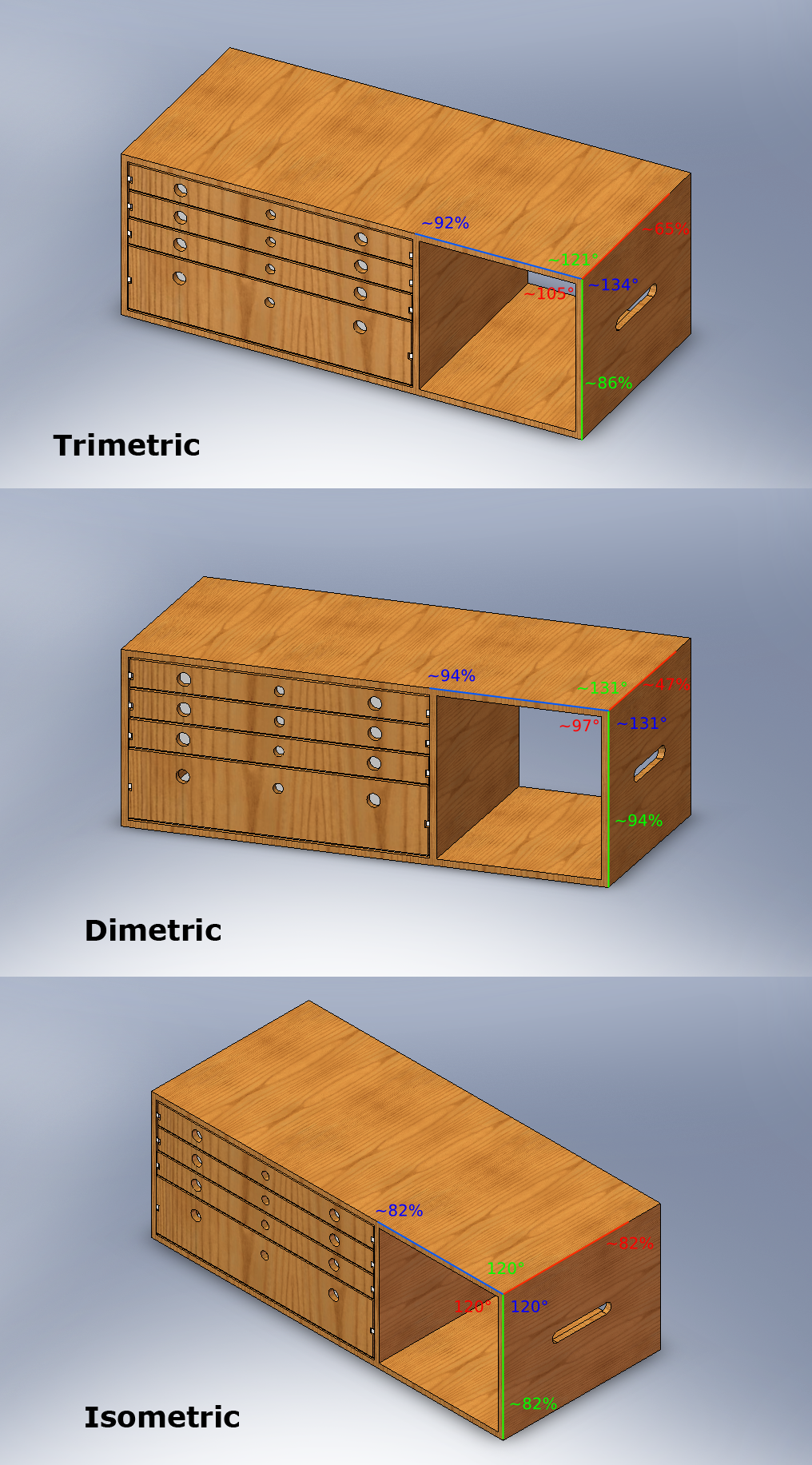
سه نما. The percentages show the amount of foreshortening.

بسته به زاویه دقیقی که در آن نما از عمود منحرف می شود، سه نوع فرعی از افکنش عمودی داریم که عبارتند از: افکنش ایزومتریک ، افکنش دوگَز و افکنش سه گَز.   به طور معمول در ترسیم سوگَز، مانند سایر انواع تصاویر، یک محور از فضا نشان داده عمودی است.
در افکنش ایزومتریک، که رایج‌ترین شکل برآمدگی سوگَزی در نقشه‌های مهندسی است،  جهت دید به گونه‌ای است که سه محور فضا به یک اندازه ژرفانما شده به نظر می‌رسند و یک زاویه مشترک 120 درجه بین آنها وجود دارد. از آنجایی که اعوجاج ناشی از ژرفانمایی یکنواخت است، تناسب بین طول‌ها حفظ می‌شود و محورها مقیاس مشترکی دارند. این کار توانایی فرد را برای اندازه گیری مستقیم از نقاشی آسان می کند. مزیت دیگر این است که زوایای 120 درجه به راحتی تنها با استفاده از خط‌کش و پرگار ساخته می شوند.
در افکنش دوگزی، جهت دید به گونه ای است که دو محور از سه محور فضا به طور مساوی ژرفانما شده به نظر می رسند، که مقیاس همراه و زوایای نمایش با توجه به زاویه دید تعیین می شود. مقیاس جهت سوم به طور جداگانه تعیین می شود. تقریب ابعادی در نقشه های دوگزی بسیار رایج است.
در افکنش سه گزی، جهت مشاهده به گونه ای است که هر سه محور فضا به طور نابرابر ژرفانما شده به نظر می رسند. مقیاس در امتداد هر یک از سه محور و زوایای بین آنها به طور جداگانه بر اساس زاویه دید تعیین می شود. تقریب ابعادی در نقشه های سه گزی رایج است، و پرسپکتیو سه گزی به ندرت در نقشه‌های فنی استفاده می‌شود. 

## افکنش چند نمایی

نمادهای مورد استفاده برای تعیین اینکه آیا یک افکنش چند نمایی زاویه سوم (راست) است یا زاویه اول (چپ).

افکنش های متفاوت روش تولید آنها

در افکنش چند نمایی حداکثر شش تصویر از یک شی تولید می‌شود که نماهای اولیه نامیده می‌شوند، که هر صفحه افکنش، موازیِ  یکی از محورهای مختصات جسم است. نماها (دو نما) بر اساس یکی از دو طرح زاویه اول یا زاویه سوم، نسبت به یکدیگر قرار می گیرند. با وجودی که می توان ترسیم هایی از شش وجه مختلف را نشان داد، ولی معمولاً سه نما از یک طرح اطلاعات کافی برای ساخت یک شی سه بعدی در اختیار ما قرار میدهد. این نماها با نام های نمای جلو, نمای بالا و نمای انتهایی شناخته می شوند . نام های دیگر این نماها شامل پلان ، ارتفاع و مقطع است. زمانی که صفحه یا محور جسم به تصویر کشیده شده موازی با صفحه نمایش نباشد، و در جایی که چندین وجه مختلف یک جسم در یک تصویر قابل مشاهده است، به آن نمای کمکی می گویند. بنابراین در افکنش چند نمایی، افکنش ایزومتریک ، افکنش دوگزی و افکنش سه گزی را می توان نماهای کمکی در نظر گرفت. یک مشخصه معمول در افکنش چند نمایی این است که یک محور از فضا معمولاً به صورت عمودی نمایش داده می شود.